# Melody.
melody.（メロディー、1982年2月24日 - ）は、日系アメリカ人の元女性歌手。血液型はO型。2009年1月に引退時の所属事務所はテンカラット、レコード会社はトイズファクトリー。夫はミュージシャンのMIYAVI。妹は並木クリスティーン。既婚。

## 人物
ドラマーをやっていた父親と、沖縄県出身の母親の下、4人姉妹の長女としてハワイで生まれ育つ。
母親が歌っている姿を見て、影響を受け、幼い頃から日本で歌手デビューすることを夢見ていた。本名でもあるMelodyは、両親が大の音楽好きであることから名付けられた。3人の妹のうち2人は音楽由来の名である。一般的な名の妹クリスティーンが作詞や作曲を手がけた曲も多数あり、作詞または作曲の欄に愛称の「KURIS」とクレジットされている。音楽一家で幼い頃から妹たちとともに音楽のエリート教育を受けていた。ジャズダンス、ヴォイストレーニング、ピアノとクラシックバレエを習う。元々両親の影響で厳格なベジタリアンだったため、小学校の給食で出されるまで肉を食べたことがなく、家では牛乳の代わりに豆乳を飲んでいた。その後、ベジタリアンではなくなったが、野菜が大好物である。
16歳の時にモデルを務め、19歳の時に来日。当時は、日本語での意思疎通に苦労をしていた。トーク番組などメディアに出演する際には、言葉の端々に英語が散見される。ほとんどの楽曲で作詞を担当し、歌詞が全て英語の楽曲もいくつかある。その英語力を生かして、NHKの『英語でしゃべらナイト』では、来日した海外の著名人へのインタビュアーを、日本の音楽を海外に紹介する『J-MELO』ではVJを務めた。また、幼い頃からファッションにも強い興味を持ち、学校では陶芸やファッションの勉強をした。ファッションの仕事に携わることは、歌手と並ぶ大きな夢であったと述べており、歌手引退後にファッションデザイナーとして活動する意向を示唆している。

### 私生活
2009年3月14日にギタリストのMIYAVIと結婚。同年7月29日に第1子女児、2010年10月21日に第2子女児、2021年2月24日に第3子男児を出産した。

## 活動年譜
2001年
小室哲哉が主宰するRojamの「Click Audition ASIAN MIX」でフィリピンのMARIEJO、ハワイのALYSONとともに一次審査を通過。
2003年
2月19日、シングル『Dreamin' Away』でデビュー。
春、PARCOの2003年春キャンペーン“Miracle?”のイメージ・キャラクターを担当。
6月18日、2ndシングル『Simple As That／Over The Rainbow』リリース。「Over The Rainbow」（米国のミュージカル『オズの魔法使い』の楽曲をカバー）が「三菱・コルト」のCMで使われたことから知名度が高まる。
10月22日、山本領平と共にm-floのフィーチャリングヴォーカリストとして参加し、m-flo loves melody. & 山本領平名義でシングル『miss you』をリリース。オリコントップ10入りの大ヒット。これがmelody.の名をさらに広めることになる。
2004年
1月22日、1stアルバム『Sincerely』リリース。オリコン初登場3位を記録。
6月9日、4thシングル『Believe me』リリース。Japanese Version、English Version（期間限定生産）の2種類同時リリースが話題になる。
8月16日、本人出演のハドソン「着信★うた♪」CMオンエア開始。このCMイメージキャラクターが選ばれた。4thシングルのカップリング曲「So into You (Japanese Version)」がCMソングに起用された。
2005年
1月12日、5thシングル『Next To You』リリース。同時期に本人出演の「Alpen」CMもオンエアスタート。
6月25日-8月6日、ライブ『BIGLOBE presents Spicy Time』を行う。
8月17日、6thシングル『realize／Take a Chance』リリース。「realize」はテレビドラマ『ドラゴン桜』の主題歌に起用され、オリコントップ10入りのヒット。ドラマの内容（東大合格を目指す高校生と教師の物語）と楽曲がマッチしていることから、受験生の応援ソングとしても知られるようになった。
2006年
2月15日、☆Taku Takahashiプロデュースによる7thシングル『see you...』リリース。
4月12日、2ndアルバム『Be as one』リリース。アルバムリリースは2年ぶり。前作に引き続きオリコントップ10入り。
6月30日、オフィシャルファンクラブ『Ohana』スタート。
6月30日-7月17日、1stライブツアー『Be as one TOUR 2006』を行う。
10月22日-11月11日、初めての学園祭ツアーを行なう。
11月8日、8thシングル『Lovin' U』とライブDVD『Be as one TOUR 2006 Live & Document』リリース。『Lovin' U』収録曲は全曲タイアップである。
12月21日、レーシングゲーム『ニード・フォー・スピード カーボン』リリース。日本語版では、テーマソング、挿入歌を務めると共にキャストとしても出演している。
2007年
1月31日、SUBARU「フォレスター」CM出演、同日から全国でCM OAスタート。9thシングル「Finding My Road」がCMソング。
2月14日、9thシングル『Finding My Road』リリース。
3月9日-4月3日、初のクラブツアー『melody. CLUB TOUR'07「mel-mode Night」』を行う。
3月28日、m-floのアルバム『COSMICOLOR』に収録されている「STUCK IN YOUR LOVE」にフィーチャリングヴォーカリストとして参加。
4月4日から、NHKワールド『J-MELO』のVJを務める。
5月30日、10thシングル『Love Story』をリリース。「Love Story」はTBS系ドラマ『孤独の賭け〜愛しき人よ〜』挿入歌に起用された。c/w曲「BoRn 2 luv U」はmelody. loves m-flo 名義のm-floとのコラボレーション作品で「STUCK IN YOUR LOVE」の日本語詞バージョンとなっている。
7月4日、3rdアルバム『READY TO GO!』をリリース。オリコン6位を記録した。
2008年
2月13日、11thシングル『遥花〜はるか〜』リリース。TBS系ドラマ『だいすき!!』の主題歌に起用された。
4月9日、4thアルバム『Lei Aloha』リリース。
4月30日、田中ロウマとのコラボレーション作品『Boyfriend／Girlfriend』リリース。
10月8日、自身初、5年間の活動の集大成となるベスト・アルバム『The Best of melody. 〜Timeline〜』をリリース。
10月22日、自身のブログ「melody.'s blog」にて、2009年1月をもってアーティスト活動から引退することを発表。
2009年
1月、アーティスト活動を引退。オフィシャルサイトは1月12日をもって閉鎖。
2012年
5月26日、m-floの「SQUARE ONE TOUR 2012」にゲスト出演。同じく登場したマット・キャブとともに「miss you」を披露。
2019年
11月23日、m-floの「m-flo 20th Anniversary Live "KYO"」にゲスト出演。
2023年
MelodyとChristineによる女性2人組の音楽グループ。2023年2月結成。ニューシングル「Halcyon」が3月18日に配信リリースされる。

## ディスコグラフィ

### シングル
| 枚   | 発売日         | タイトル                         |
| ---- | -------------- | -------------------------------- |
| 1st  | 2003年2月19日  | Dreamin' Away                    |
| 2nd  | 2003年6月18日  | Simple As That／Over The Rainbow |
| 3rd  | 2003年11月27日 | Crystal Love                     |
| 4th  | 2004年6月9日   | Believe me（Japanese Version）   |
| 4th  | 2004年6月9日   | Believe me（English Version）    |
| 5th  | 2005年1月12日  | Next to You                      |
| 6th  | 2005年8月17日  | realize／Take a Chance           |
| 7th  | 2006年2月15日  | see you...                       |
| 8th  | 2006年11月8日  | Lovin' U                         |
| 9th  | 2007年2月14日  | Finding My Road                  |
| 10th | 2007年5月30日  | Love Story                       |
| 11th | 2008年2月13日  | 遥花〜はるか〜                   |

### 配信シングル (Melody & Christine 名義)
| 枚  | 発売日         | タイトル                         |
| --- | -------------- | -------------------------------- |
| 1st | 2023年3月18日  | Halcyon                          |
| 2nd | 2023年5月05日  | Halcyon (Piano Version)          |
| 3rd | 2023年6月02日  | In the End                       |
| 4th | 2023年7月07日  | In the End (Candlelight Version) |
| 5th | 2023年11月10日 | IF I                             |

### アルバム
| 枚  | 発売日        | タイトル     |
| --- | ------------- | ------------ |
| 1st | 2004年1月21日 | Sincerely    |
| 2nd | 2006年4月12日 | Be as one    |
| 3rd | 2007年7月4日  | READY TO GO! |
| 4th | 2008年4月9日  | Lei Aloha    |

### ベストアルバム
| 枚  | 発売日        | タイトル                         |
| --- | ------------- | -------------------------------- |
| 1st | 2008年10月8日 | The Best of melody. 〜Timeline〜 |

### DVD
|      | 発売日        | タイトル                            |
| ---- | ------------- | ----------------------------------- |
| Clip | 2004年5月12日 | Sincerely Yours                     |
| Live | 2006年11月8日 | Be as one TOUR 2006 Live & Document |

### フィーチャリング
| 発売日         | 曲名                  | 収録作                                                        |
| 2003年10月22日 | miss you              | m-flo loves melody. & 山本領平「miss you」                    |
| 2007年3月28日  | STUCK IN YOUR LOVE    | m-flo『COSMICOLOR』                                           |
| 2007年7月11日  | 真夏の出来事          | Various Artists『the popular music 〜筒美京平トリビュート〜』 |
| 2008年4月30日  | Boyfriend／Girlfriend | 田中ロウマ feat. melody.『Boyfriend／Girlfriend』             |

## ミュージックビデオ
| 監督           | 曲名                              |
| 浅井健         | 「Simple As That」                |
| 井上哲央       | 「realize」                       |
| 久保茂昭       | 「Finding My Road」「Love Story」 |
| 須永秀明       | 「Next to You」                   |
| 高城明久       | 「Lovin' U」(出演:嶋恭輔)         |
| DAVID BROOKS   | 「Dreamin' Away」                 |
| 野田智雄       | 「遥花〜はるか〜」                |
| ムラカミタツヤ | 「see you...」                    |
| 不明           | 「Believe me」「Crystal Love」    |

## タイアップ
| 曲名                                                          | タイアップ                                                                        |
| Simple As That                                                | テレビ東京系「JAPAN COUNTDOWN」6月度オープニングテーマ                            |
| Simple As That                                                | テレビ新広島「ひろしま満点ママ!!」2004年度テーマソング                            |
| Over The Rainbow                                              | 三菱自動車工業「COLT」CMソング                                                    |
| Crystal Love                                                  | アルペンCMソング                                                                  |
| Believe me（Japanese Version）                                | TBS系「王様のブランチ」エンディングテーマ                                         |
| So into You（Japanese Version）                               | TBS系「チューボーですよ!」エンディングテーマ                                      |
| So into You（Japanese Version）                               | ハドソン「着信メロディ♪サイト」CMソング                                           |
| Believe me（English Version）                                 | カシオ日立モバイルコミュニケーションズ携帯電話「au CDMA 1X A5406CA」CMソング      |
| Next to You                                                   | アルペンCMソング                                                                  |
| realize                                                       | TBS系ドラマ「ドラゴン桜」主題歌                                                   |
| realize                                                       | エムティーアイ「music.jp」CMソング                                                |
| Take a Chance                                                 | NECインターネットプロバイダー「BIGLOBEネットスパイス」CMソング                    |
| Lovin' U                                                      | 花王「レイシャス」CMソング                                                        |
| Lovin' U                                                      | エイベックス・マーケティング「ミュゥモ」CMソング                                  |
| Our Journey                                                   | 角川ヘラルド配給映画「幻遊伝」主題歌                                              |
| FEEL THE RUSH                                                 | J sports ESPN「X-MUSIC SB FREAK」テーマソング                                     |
| FEEL THE RUSH                                                 | エレクトロニック・アーツ社ゲーム「ニード・フォー・スピード カーボン」テーマソング |
| FEEL THE RUSH （Junkie XL remix for "Need for Speed Carbon"） | エレクトロニック・アーツ社ゲーム「ニード・フォー・スピード カーボン」挿入歌       |
| Finding My Road                                               | SUBARU「FORESTER」CMソング                                                        |
| My Dear                                                       | コジマ「フレッシュグレー2007」CMソング                                            |
| Love Story                                                    | TBS系ドラマ「孤独の賭け〜愛しき人よ〜」挿入歌                                     |
| Love Story                                                    | テレビ神奈川「音楽缶」オープニングテーマ                                          |
| Love Story                                                    | 「MUSIC B.B.」5月度エンディングテーマ                                             |
| Love Story                                                    | 北陸朝日放送「MID TV」エンディングテーマ                                          |
| Love Story                                                    | テレビ愛知「料理の極意 男がつくる愛情料理」6月度エンディングテーマ                |
| READY TO GO!                                                  | SUBARU「FORESTER」CMソング                                                        |
| 遥花〜はるか〜                                                | TBS系ドラマ「だいすき!!」主題歌                                                   |
| 遥花〜はるか〜                                                | 全国24局ネット「MUSIC B.B.」3月度エンディングテーマ                               |
| 遥花〜はるか〜                                                | 「JUICE TV」3月度エンディングテーマ                                               |
| 遥花〜はるか〜                                                | テレビ神奈川「ハマランチョ」エンディングテーマ                                    |
| プルメリア                                                    | とちぎテレビ「イブニング6」3月度エンディングテーマ                                |

## ライブ
ワンマンライブと学園祭のみの記載

## 出演
レギュラー出演のみ

### ラジオ
- melody. Flow's On（JFN／2004年3月30日-2006年9月26日）
- α-MONTHLY COLORS（α-station／2006年4月）
- melody. PARK（FM OSAKA／ 「MUSIC COASTER FRIDAY」内／2007年10月12日-2008年5月）

### テレビ
- Hawaiian Express（旅チャンネル）妹・クリスティーンもナビゲーターをやっていた。
- Fashion TV F*mode (SPACE SHOWER TV)
- J-MELO（NHKワールド／2007年4月4日-2008年9月24日）

### 連載
- Moberge（ダイヤモンドテレコム）
- JJ

### ポッドキャスト
- melody.のOh! カンチガイENGLISH（Yahoo! JAPAN／2007年5月9日-2007年8月1日）

### CM
- PARCO「Miracle?」
- ハドソン「着信★うた♪」
- Alpen
- NECインターネットプロバイダー「BIGLOBEネットスパイス」
- スバル・フォレスター
  - 『SWメロディ10th篇』（2007年1月-12月）
  - 『melody.×7days FORESTER篇』（2007年4月-12月）
  - 『ハーバー篇』（2007年8月-12月）

### ゲーム
- エレクトロニック・アーツ「ニード・フォー・スピード カーボン」 - ヤマモト・ユミ 役